# Ламия бинт Маджид Аль Сауд
Ламия бинт Маджи́д А́ль Сау́д (араб. لمياء بنت ماجد آل سعود‎) — саудовская принцесса, писательница и филантроп.

## Биография

### Происхождение и образование
Ламия бинт Маджид является дочерью принца Маджида ибн Сауда Аль Сауда и неизвестной египтянки; её дедом по отцу был король Сауд ибн Абдул-Азиз. 
Прожила большую часть жизни прожила в Египте, где получила образование в Международном университете Миср, который закончила в 2001 году в качестве бакалавра по связям с общественностью.

### Деятельность
В 2003 году она основала издательскую компанию Sada Al Arab, которая издала три журнала.
В 2010 году принцесса Ламия бинт Маджид опубликовала собственную книгу «Дети и кровь», которая была посвящена положение и судьбы женщин на Ближнем Востоке.
Спустя шесть лет, в 2016 году принцесса была назначена генеральным секретарем Alwaleed Philanthropies, крупного международного благотворительного фонда. За свою филантропическую деятельность принцесса получила несколько наград, в том числе и «Женщина-лидер в области общественного развития за выдающиеся достижения», которую получила в 2018 году.
В феврале 2020 года ООН назначил её послом доброй воли ООН-Хабитат, программы по устойчивому развитию населённых пунктов.